# 지프 코만치

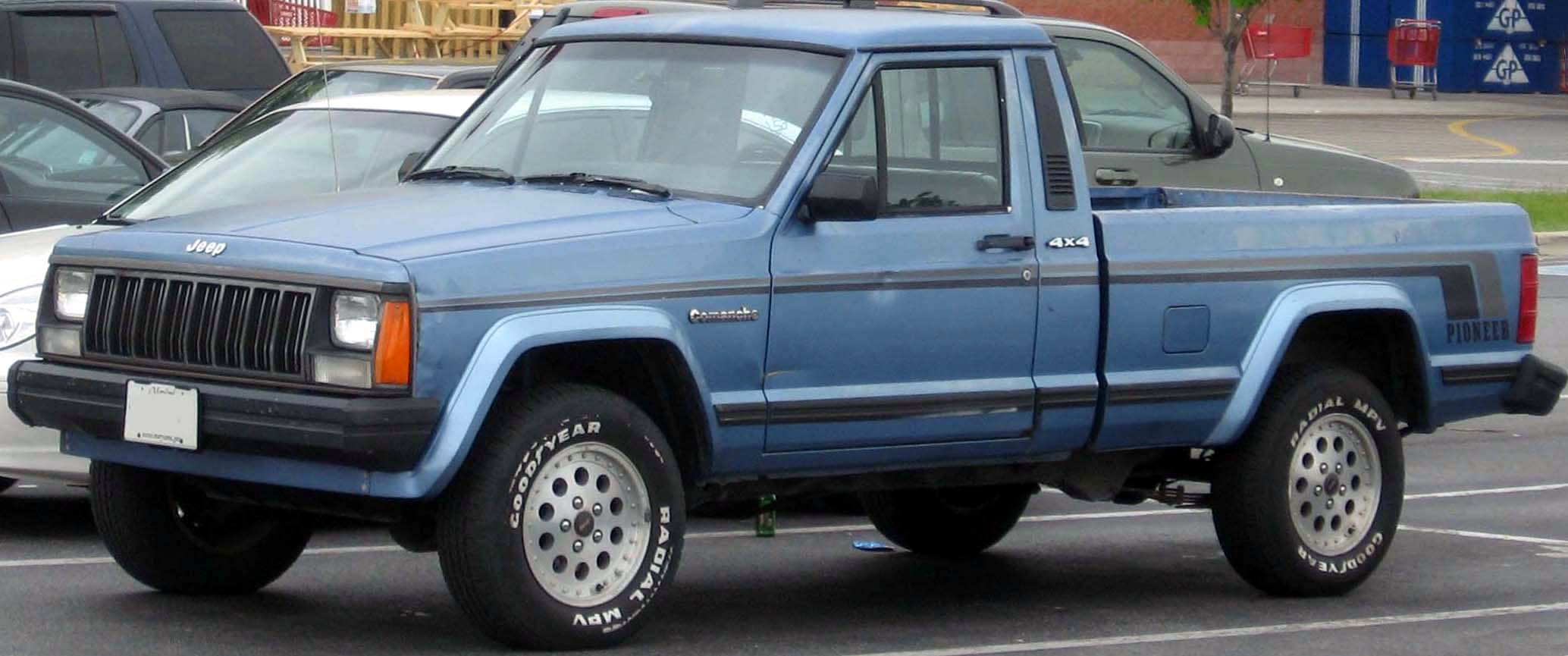
지프 코만치 정측면

지프 코만치(Jeep Comanche)는 AMC가 생산하고, 지프 브랜드로 판매된 준중형 픽업 트럭이다. 코드네임은 MJ이다. 1985년에 CJ-8 (스크램블러)의 후속 차종으로 출시되었으며, 2세대 체로키를 기반으로 만들어졌다. 엔진은 AMC제 외에도 르노가 만든 디젤 터보와 GM제의 V형 6기통 엔진 등 총 4종류가 있었고, 구동방식은 4륜구동과 후륜구동으로 나뉘었다. AMC가 크라이슬러에 흡수된 후에도 생산돼 총 7년간 걸쳐 발매되어 있었다. 그러나 경쟁 차종인 포드 레인저, 쉐보레 S-10, GMC 소노마 등에 비해 바디 타입이 적고, 매출은 부진했다. 결국 판매 부진으로 1992년에 후속 차종 없이 단종되었다.
1세대 닷지 다코타가 코만치의 플랫폼을 공용했다.